# Carlos Delgado (beisbolista)
Carlos Juan Delgado Hernández (Aguadilla, Puerto Rico, 25 de junio de 1972) es un jugador retirado de las Grandes Ligas de Béisbol. Su último equipo fueron los New York Mets.

## Carrera profesional
Carlos Delgado hizo su debut en Grandes Ligas el 1 de octubre de 1993 con los Toronto Blue Jays. Originalmente era receptor y posteriormente se convirtió en uno de los primera bases más productivos en las Grandes Ligas. Delgado ha jugado en 2 juegos de estrellas y también posee varios récords en la organización de los Azulejos. En el año 2000, Delgado ganó el Premio Hank Aaron y el Jugador del Año de la revista Sporting News. En 1999, 2000 y 2003 ganó el Premio Lousiville Silver Slugger. Delgado es también el cuarto jugador en Grandes Ligas que logra conectar 30 o más cuadrangulares en 10 temporadas consecutivas. También ha acumulado 100 o más carreras producidas en siete de sus 10 temporadas.
El 25 de septiembre de 2003, en un partido contra Tampa Bay, Delgado se convirtió en el quinto jugador de la Liga Americana y el décimo quinto de las Grandes Ligas en empatar el récord de cuadrangulares en un partido de 9 entradas. Golpeó un total de 4 cuadrangulares ese día, en la primera entrada, la cuarta, la sexta y la octava.
Al terminar la temporada del 2004, Delgado se convirtió en agente libre. Algunos de los equipos que buscaron agregarlo a su alineación fueron los Baltimore Orioles, Florida Marlins, New York Mets, Seattle Mariners y Texas Rangers. El 25 de enero de 2005, firmó un contrato de 52 millones de dólares por 4 años con los Marlins. En la temporada de 2005, tuvo un promedio de bateo de.301, con un porcentaje de en base de.399, 33 cuadrangulares y 115 carreras impulsadas.
El 23 de noviembre de 2005, los Mets cambiaron a Mike Jacobs y dos jugadores de ligas menores por Carlos Delgado y 7 millones de dólares de los Marlins. Este trato fue parte de una operación de los Marlines en la que dejaban ir a los jugadores con los salarios más altos de su equipo. Delgado terminó la temporada de 2006 con 38 cuadrangulares y 114 carreras impulsadas. Delgado, junto con su compatriota Carlos Beltrán y el tercera base estrella David Wright, llevaron a los Mets a la mejor marca de la Liga Nacional, a pesar de que perdieron en la Serie de Campeonato contra St. Louis.
Al finalizar la temporada de 2006, Carlos Delgado tiene, a lo largo de sus 14 años en Grandes Ligas, un promedio de bateo de.282, un porcentaje de en base de.390, 407 cuadrangulares, 1287 carreras impulsadas en 1711 partidos jugados.
En 2008, en un partido contra Phoenix, Delgado se convirtió en el máximo jonronero boricua de la historia en las Grandes Ligas marcando su cuadrangular número 435 de su carrera superando a su compatriota Juan Igor González.

## Activismo social
Al igual que su héroe, Roberto Clemente, Delgado es también conocido como humanitario y promotor de la paz, y a la vez es muy abierto sobre sus creencias políticas. Como parte de la Causa de Vieques, Delgado se ha opuesto al uso de la isla puertorriqueña Vieques como blanco de prácticas de bombardeo del Departamento de Defensa de los Estados Unidos. También se ha pronunciado en contra de la ocupación de Irak. Durante la temporada de 2004, protesto silenciosamente al quedarse sentado en la banca durante el intermedio de la séptima entrada, en el que se canta God Bless America. Después de ser cambiado a los New York Mets, Delgado dejó esa forma de protesta.
Entre otras colaboraciones caritativas, Delgado también es conocido por sus generosas visitas a hospitales en su ciudad natal, donde, en el Día de Reyes, lleva juguetes a los niños hospitalizados. En el 2006 se unió al presidente del Senado de Puerto Rico para patrocinar un esfuerzo para regalar juguetes en el Día de Reyes en el pueblo de Loíza. Delgado también creó su propia organización no lucrativa llamada "Extra Bases", para asistir a la juventud de la isla.
En el 2006, Delgado recibió el Premio Roberto Clemente.